# Still Smokin'
Still' Smokin é um filme de comédia da dupla humorística Cheech & Chong, lançado em 1983.

## Sinopse
"Cheech" Marin e Tommy "Chong" vão à Amesterdão para um festival de filmes e são confundidos por dois diretores (Burt Reynolds e Dolly Parton). Cheech e Chong se aproveitam da confusão e desfrutam de um hotel 5 estrelas e várias outras regalias. Eles também apresentam esquetes que escreveram de longa data.